# KAI LAH-1 미르온
KAI LAH-1 미르온, 줄여서 LAH(Light Armed Helicopter) 또는 미르온은 다국적 제조업체인 에어버스 헬리콥터와 한국항공우주산업(KAI) 간에 2015년에 체결된 협정에 따라 유로콥터 EC155를 기반으로 개발된 헬기이다. 이 헬기는 경공격, 근접 항공지원, 호위, 병력 수송 등 다양한 임무를 수행할 수 있으며, 대한민국 육군의 MD 500 디펜더와 AH-1S 코브라 헬기를 대체하는 기종이다. 2019년 7월 4일에 LAH는 첫 시험비행을 실시하였으며, KAI는 2022년까지 개발을 완료하는 것을 목표로 하고 있었다. KAI는 LAH를 기반으로 한 여러 개념 모델도 제시하였으며, 여기에는 무인 항공기(UAV)와 병력 수송용 경다목적헬기(LUH) 모델이 포함된다.

## 개발

### 배경
LAH의 기원은 유로콥터 EC155로 거슬러 올라간다. EC155는 다국적 제조업체인 에어버스 헬리콥터스가 제작한 중형 민간 다목적 헬기로, LAH의 기반이 된 기종이다. 2015년, 에어버스 헬리콥터스와 한국항공우주산업(KAI)은 EC155의 주요 제조 활동을 대한민국으로 이전하는 협정을 공동 발표하였다. 이 협정에 따라, KAI는 2018년 이후 EC155의 단독 생산업체가 되며, 양사는 이 기종의 국제 마케팅과 추가 개발에 공동으로 참여하게 되었다. 또한 EC155는 KAI가 주도하는 두 가지 사업, 즉 경민수헬기(LCH)와 경공격헬기(LAH)의 기반 기체로 활용되었다.
협정 체결 당시, 에어버스는 한국 내에서 LCH 100대, LAH 214대에 대한 수요가 있을 것으로 전망하였으며, 노후 공격헬기를 대체할 LAH 기종에 대해 국제 시장에서 300~400대의 수요가 있을 것으로 추정하였다. LAH는 대한민국 육군이 운용 중인 MD 헬리콥터스 MD 500 디펜더와 벨 AH-1J/S 코브라 헬기를 대체할 것으로 예상된다. 또한 KAI는 LAH의 해외 수출도 목표로 하고 있다고 밝혔다. KAI 외에도, 방위사업청(DAPA)과 여러 국내 기관들이 이 사업에 지원을 아끼지 않고 있다. 이와 함께 여러 유럽계 부품 공급업체들도 본 사업에 참여하고 있으며, 2016년 6월에는 프랑스의 사프란 그룹이 LAH 및 LCH 양 기종에 탑재될 터보메카 아리엘(Arriel) 엔진 공급업체로 선정되었다.

### 디자인
LAH는 기반이 된 EC155와 비교하여 여러 가지 주요 변경 사항을 포함하고 있다. 이러한 변경에는 새로운 조종석, 향상된 기어박스, 재설계된 로터 블레이드 등이 포함된다. 또한 LAH는 다양한 신형 무장을 운용할 수 있으며, 생존 장비가 장착되어 있고, 완전 무장한 병력 최대 10명을 탑재할 수 있는 능력을 갖추고 있다. LAH는 공격 임무와 정찰 임무를 모두 수행할 수 있도록 설계되었다. 비행 시스템은 4축 자동비행제어시스템(AFCS)을 포함하고 있으며, 동적 시스템은 소음과 진동을 최소화하도록 설계되어 있다. 추락 시에도 연료 누출을 방지할 수 있는 자동 밀봉형 생존성 연료탱크가 장착되어 있다.
LAH는 다양한 항공전자장비와 작전 지원 장비를 갖추고 있다. 여기에는 기수에 장착된 전기광학/적외선 센서 패키지, 통합 표적 획득 및 지시 시스템, 그리고 자기 방어/전자전 장비가 포함된다. 전자전 장비에는 레이더 경보 수신기(RWR), 레이저 경보 수신기(LWR), 미사일 경보 수신기(MWR), 채프/플레어 분사기가 포함된다. 이러한 자기 방호 시스템은 휴대용 대공미사일(MANPADS)에 대응하기 위해 설계된 것으로 알려져 있다. 또한 적의 GPS 교란에 견딜 수 있는 정밀 항법 시스템이 탑재되어 있으며, 조종사에게는 화력통제 시스템과 연동된 헬멧 장착형 디스플레이가 제공된다.
무장 면에서, LAH는 20mm 3연장 터릿포를 기수 하부에 장착하고 있으며, 70mm 비유도 로켓과 공대지 대전차 미사일을 탑재할 수 있는 스텁 윙(Stub Wing)을 갖추고 있다. 국방과학연구소(ADD)와 한화에어로스페이스는 LAH의 주력 무장으로 사용할 신형 대전차미사일을 공동 개발하였으며, 초기에는 TAipers(Tank Sniper) 경공격헬기용 공대지미사일(LAH-AGM)로 명명되었다. 이 미사일은 듀얼 CCD TV 및 적외선 영상 탐색기를 통해 파이어 앤 포겟 방식은 물론, 광섬유 데이터 링크를 활용한 파이어 옵서브 업데이트 방식도 제공하며, 최대 8km 거리의 장갑 목표를 타격할 수 있는 능력을 갖추고 있다. 이 미사일은 2023년부터 양산될 예정이며, LAH의 전력화 일정과 맞물려 있다. 이후 해당 미사일은 ‘천검’으로 이름이 변경되었으며, 직경 120mm, 중량 16kg, 비행 속도는 초속 200m(시속 720km)이며, 관통 및 지연 신관을 갖춘 탠덤형 성형작약탄두를 탑재하고 있다. LAH는 천검 미사일을 양쪽에 각각 2기씩, 총 4기를 장착할 수 있다. 이 미사일의 개발은 2022년 12월에 완료되었다. 한편, 2021년 KAI는 이스라엘 항공우주산업(IAI)과 함께 LAH에 탑재할 수 있는 체공형 무기체계(Loitering Munitions) 개발을 위한 양해각서(MOU)를 체결한 바 있다.

### 시험 비행
2018년 12월, LAH의 첫 번째 시제기가 공개되었다. 2019년 4월에는 경민수헬기(LCH)가 최초로 엔진 지상 시험을 수행하였다.
2019년 7월 4일, 첫 번째 시제기가 초도 비행을 성공적으로 마쳤으며, 같은 해 12월 10일에는 두 번째 시제기가 뒤를 이었다. 2020년 12월, 방위사업청(DAPA)은 LAH에 잠정적으로 전투 적합 판정을 내렸다. 2021년 4월, KAI는 20mm 기관포와 70mm 로켓이 LAH의 표적획득조준장치와 연동되어 통합되었으며, 같은 해 내에 공대지 미사일의 시험이 진행될 예정이라고 발표하였다.
2021년 12월부터 2022년 2월까지, 캐나다 옐로나이프에서 혹한기 시험이 실시되었으며, 이 기간 동안 9주에 걸쳐 40회 이상의 비행과 165개 항목에 대한 테스트가 이루어졌다. 2022년 2월 18일, 방위사업청은 이번 시험을 통해 LAH가 혹한 환경에서도 기동성과 전반적인 성능에 영향을 받지 않고 운용이 가능함이 성공적으로 입증되었다고 발표하였다. KAI는 유인 LAH와 협업이 가능한 무인형 LAH 개념도 구상하였으며, 이를 기반으로 정부는 2021년 10월 무인형 LAH 개발 계약을 체결하였다. 2022년에는 유무인 협업 운용능력(MUM-T)에 대한 공식 평가가 이루어졌고, KAI는 LAH에 캔스터형 무인기(UAV)를 탑재할 계획임을 밝혔다. 2022년 9월, KAI는 LAH 기반의 새로운 파생형인 경다목적헬기(LUH)를 공개하였다. LUH는 특수전 부대의 작전을 지원하기 위해 설계되었으며, 불필요한 장비를 제거하고 병력 수송 능력을 극대화한 것이 특징이다. 이는 내부 공간뿐만 아니라, 보잉 AH-6와 유사한 외부 벤치 좌석을 활용하는 방식이다. 2022년 12월 23일, 방위사업청은 KAI와 3,020억 원(미화 약 2억 3,500만 달러) 규모의 계약을 체결하여 LAH 10대를 양산하고, 2024년 12월부터 인도하기로 하였다. KAI와 에어버스 헬리콥터는 2023년 8월부터 본격적인 양산을 시작하기로 합의하였다.
2024년 12월 26일, 대한민국 육군은 국산 경공격헬기(LAH) 초도양산분을 최초로 인도받았다.